# Yulania jigongshanensis
Yulania jigongshanensis là một loài thực vật có hoa trong họ Magnoliaceae. Loài này được (T.B. Chao, D.L. Fu & W.B. Sun) D.L. Fu mô tả khoa học đầu tiên năm 2001.